# Зуєвський Олег Йосипович
Оле́г Йо́сипович Зує́вський (1920, Хомутець, Полтавщина —†1996, Едмонтон, Канада) — український поет, перекладач, професор університетів у США та Канаді, член літературних об'єднань ОУП «Слово» та НСПУ.

## Біографія
Народився в містечку Хомутець Миргородського повіту на Полтавщині. У
1931 родину Зуєвських розкуркулено: зі своїм дідом Іваном, рятуючись від переслідування, перебирається до родичів у селі Зуївці, а опісля — до м. Мерефи на Харківщині.
З 1936 по 1938 вчився в газетному технікумі в Харкові. Коли технікум реорганізовано в Інститут журналістики, у ньому продовжував навчання до початку війни. Його перші поетичні спроби з'явилися у газеті «Юний ленінець», альманасі КІЖу та «Літературному журналі».
Під час окупації працював у редакції «Миргородських вістей», де публікував свої вірші, оповідання, статті; опісля друкувався у празькому часописі «Пробоєм».
Після Другої світової війни Зуєвський опинився у таборі для переміщених осіб у Ауґсбургу, де продовжував свої літературні студії в таборній періодиці «Наше життя», «Нове лицарство», «Світання», «Арка».
В еміграції з 1943 року: спочатку в Німеччині, а з 1950 — у США (Філадельфія). З 1966 — у Канаді.
У 1947 в Мюнхені вийшла перша збірка поезій О. Зуєвського «Золоті ворота», яку вітала літературна критика в особі чільних її представників у діаспорі — Юрія Шевельова (викладача О. Зуєвського по КІЖу) та Володимира Державина.
У 1949 О. Зуєвський з дружиною змушений був переїхати до США. Як і більшість творчої інтелігенції, яка мала бажання отримати вищу освіту, мав заробляти на неї важкою фізичною працею, а ввечері слухати лекції в Пенсільванському університеті. Тому друга поетична збірка О. Зуєвського «Під знаком Фенікса» з'явилась лише за одинадцять років, у тому ж мюнхенському видавництві «На горі». Здобувши ступінь доктора «філософії», О. Зуєвський викладав російську мову і літературу в Фордгамському та Ратгерському університетах США.
З 1966 року — він професор славістики Альбертського університету, де пропрацював понад 25 років. Помер у Едмонтоні, перепохований у Житомирі. Книжкова колекція (більше 4000 томів) та архів професора Олега Зуєвського подаровані його донькою Тамарою Зуєвською науковій бібліотеці Національного університету «Києво-Могилянська академія». У 2007 році на базі матеріалів з архіву, а також укладеного бібліографічного покажчика колекції, була опублікована книга «Олег Зуєвський: „Я входжу в храм…“ Поезії. Переклади. Статті. Матеріали до біографії», упорядником якої виступила Наталія Казакова. До збірника увійшли непубліковані раніше тексти поезій і перекладів О. Зуєвського, наукові публікації, більшість із яких була недоступна в Україні, уривки із щоденників його дружини Людмили, спогади Петра Саваріна та Петра Одарченка

## Поетичні збірки
- Золоті ворота (1947)
- Під знаком Фенікса (1958)
- Парафрази (1993)
- Кассіопея (1995)
- Голуб серед ательє (1991)
- «Вибране. Поезії. Переклади» (1992)
- «Кассіопея. Парафрази» (К. Журн. «Дніпро», 1993)
- Обіцянка радости (1995)

## Переклади
Перекладав українською визначних західноєвропейських поетів: з німецької:
- Новаліс
- Стефан Ґеорґе
- Райнер Марія Рільке

з англійської:
- Вільям Шекспір (Сонети)
- Емілі Дікінсон
- Вільям Батлер Єйтс

з французької:
- Луїза Лабе
- Гійом Аполінер
- Поль Валері
- Стефан Малларме
- Артюр Рембо

Деякі переклади Олега Зуєвського опубліковані в збірці «Вибране».
Див. Олег Зуєвський, Вибране: Поезії. Переклади, К.:Дніпро, 1992. — 364 с.